# General Ramírez
Pour les articles homonymes, voir Ramirez.
Pour le caudillo argentin, voir Francisco Ramírez.
General Ramírez est une localité rurale argentine située dans le département de Diamante et dans la province d'Entre Ríos. La municipalité comprend la localité du même nom et une zone rurale. Elle est située à 61 kilomètres au sud-est de la ville de Paraná. Elle est accessible depuis la route nationale 12.

## Histoire
La ville est née de l'inauguration de la gare General Ramírez du chemin de fer Central Entrerriano le 16 mai 1887. Le premier nom de la gare, Estación Ramírez, a été imposé en hommage à la famille qui possédait les lieux où elle s'était implantée. En mars 1888, le plan d'urbanisme de la ville et de Colonia General Ramírez est approuvé, et la date de fondation est fixée au 13 mars en hommage à la date de naissance de Francisco Ramírez, et le mot « Général » est ajouté au nom.
Une junte gouvernementale est créée le 7 décembre 1922. La municipalité est créée le 1er juillet 1935 et élevée à la première catégorie le 24 mai 1971.

## Religion
| Archidiocèse | Paraná                   |
| ------------ | ------------------------ |
| Paroisse     | Sagrado Corazón de Jesús |

## Patrimoine mondial
Le patrimoine mondial ou héritage mondial est un titre conféré par l'UNESCO à certains endroits de la planète en raison de leur grande importance naturelle ou culturelle dans l'histoire du monde. L'objectif du programme est de cataloguer, préserver et faire connaître les sites d'importance culturelle ou naturelle exceptionnelle pour le patrimoine commun de l'humanité.
| Nom officiel | Type de site historique | Catégorie |
| ------------ | ----------------------- | --------- |
| Lo Pali      | Stade de football       | Culturel  |